# Bangladesh Nationalist Party
Die Bangladesh Nationalist Party (Bengalisch: বাংলাদেশ জাতীয়তাবাদী দল, Bāṃlādeś Jātīẏatābādī Dal, Bangladesh Jatiyatabadi Dal) ist eine Partei in Bangladesch.
Die Partei gilt als religiös-konservativ. Vorsitzende ist Khaleda Zia, die Witwe des Gründers Ziaur Rahman.

## Politische Ideologie
Die BNP sieht sich selbst als eine Mitte-rechts-Partei. Sie kombinieren Konservatismus, Korporatismus, Militarismus und Anti-Kommunismus und gelten daher als eine eher rechte Partei. Die BNP vertritt außerdem teilweise antisemitische Positionen. Die Partei wird bevorzugt von der Oberschicht und  Militärs gewählt.

## Geschichte
Die Bangladesh Nationalist Party wurde am 1. September 1978 vom damaligen Präsidenten Ziaur Rahman gegründet, der 1975 durch einen Militärcoup an die Macht kam. Die BNP und ihre Koalitionspartner regierten Bangladesch von 1991 bis 1996 und von 2001 bis 2006. Neben der Awami-Liga bildet die BNP die zweite große führende Partei des Landes.
Die Parlamentswahl in Bangladesch 2001 ergab mit 41 % der Stimmen und 64 % der Sitze eine absolute Mehrheit für die BNP.
Vor der geplanten Wahl 2006 wurde die BNP von den Oppositionsparteien beschuldigt, das Wahlergebnis manipulieren zu wollen. Es kam zu gewalttätigen Auseinandersetzungen, die Wahl fand nicht statt.
Bei der Wahl 2008 erhielt die BNP nur noch 33 % der Stimmen und 10 % der Sitze. Die Wahl 2014 wurde von ihr boykottiert.